# Ian Goldberg
Pour les articles homonymes, voir Goldberg.
Ian Goldberg, né le 31 mars 1973, est un cryptologue, informaticien, homme d'affaires et cypherpunk canadien.

## Recherches et contributions
- 1995 Découverte d'une faille dans SSL au sein de Netscape avec David Wagner[1].
- 2001 Cryptanalyse de Wired Equivalent Privacy utilisé dans le protocole IEEE 802.11 pour les réseaux sans fil Wi-Fi (avec Nikita Borisov et David Wagner)[2].